# Bronx
 Der er for få eller ingen kildehenvisninger i denne artikel, hvilket er et problem. Du kan hjælpe ved at angive troværdige kilder til de påstande, som fremføres i artiklen.

Bronx (eng: The Bronx) er et borough i New York City med 1,473 mio. indbyggere (2020). Distriktet er det nordligste, og det eneste af New York Citys fem boroughs, der ligger på det amerikanske fastland. Den er via tunneller og broer forbundet med nabobydelene Manhattan og Queens, og grænser i nord op til Westchester County, som området tidligere hørte til. Mellem Bronx og Manhattan løber den berømte flod, Harlem River.
Bronx er kendt på det sædvanlige byliv med forretninger og restauranter. Dertil kommer en række museer og kulturelle seværdigheder; men Bronx er nok mest kendt for at være hjemsted til det berømte baseballhold New York Yankees, og den verdensberømte zoologiske have, Bronx Zoo, der huser lidt over 4.000 dyr. Derudover var det i Bronx, at hiphop-musikken opstod i 1970'erne. 
Efter at dele af Bronx oplevede et omfattende forfald i 1970'erne, er der blevet investeret kraftigt i byfornyelse i bydelen. Bydelen Bronx er dog også stadig berygtet for banderelateret kriminalitet, og South Bronx er kendt for dens mange ghettoer og en høj kriminalitet og arbejdsløshed.

## Oprindelse
Da New York City blev grundlagt af hollænderne (dengang kaldet Nieuw-Amsterdam), fyldte byen kun det allersydligste af det nuværende Manhattan. En indvandrer flyttede dog noget mere nordpå, hvor har fik rådighed over et landområde, hvor han oprettede en landbrugsbedrift. Han hed Jonas Bronck eller Brunck og farmen fik navnet Broncksland og den tilstødende flod navnet Broncks-River. Mens navnet på farmen forsvandt i historiens glemsel, opretholdt floden fortsat sit navn, og via den fik området efterfølgende det let forkortede navn Bronx. 
Herom er der historisk enighed, men derimod er der fortsat væsentlig større uenighed om hvem denne Jonas Bronck var. I Thorshavn på Færøerne er der opkaldt en gade efter Jonas Broncks Gøta, da man her mener at han var en færøsk præstesøn, som opgav præstestudierne for et liv som sømand, mens mange svenskere og amerikanere mere hælder til at han var en svensk bondesøn fra Komstad i Småland, der sejlede rundt i verden og afslutningsvist bosatte sig i Amerika.

## Kendte personer fra Bronx
- Al Pacino, født i East Harlem, opvokset i South Bronx[kilde mangler]
- Jennifer Lopez, opvokset i Castle Hill, Bronx[kilde mangler]
- Cardi B, født og opvokset i Bronx[kilde mangler]
- Woody Allen, født i Bronx,[kilde mangler] opvokset i Brooklyn